# 中国人民武装警察部队南昌指挥学校
中国人民武装警察部队南昌指挥学校，简称武警南昌指挥学校，与中国人民武装警察部队指挥学院南昌分院（武警指挥学院南昌分院）合署办公，是曾经存在的一所武警部队初级指挥干部军事高等院校，隶属武警江西总队，列入武警战斗序列，军事级别不详。

## 历史与沿革
- 1984年7月，国务院批准武警江西总队教导大队正式改建中国人民武装警察部队南昌指挥学校（武警南昌指挥学校）。
- 2003年，学校与地方院校南昌大学联合办学。
- 2004年，建立中国人民武装警察部队指挥学院南昌分院，合署办公，开展本科教育。
- 2006年7月，撤销武警南昌指挥学校、武警指挥学院南昌分院。

## 专业
- 武警指挥专业